# オルニメガロニクス
オルニメガロニクス（Ornimegalonyx）は、絶滅した地上性のフクロウの1属である。更新世のキューバに生息していた。キューバオオフクロウと呼ばれることもある。

## 概要
体高1.1 m、体重9 kgにもなる史上最大級のフクロウであり、現生のアナホリフクロウに特に近縁だったという。海に隔てられたキューバ島ではオオカミやネコ科動物、クマなどの肉食獣が侵入できず、飛ぶ必要がなかったため翼を退化させ、代わりに発達した足でメガテリウム科やノロジカの幼獣、それに小型の哺乳類、昆虫、鳥類、爬虫類などを襲って食べていた現生のヘビクイワシに似た生態だったと推測される。夜行性で、昼は休息していた。
最初の化石標本はその大きさから恐鳥類の1種と推測されたものの、1961年にピアス・ブロドコルブによりフクロウの1種と同定された。保存状態の良い化石が3体も発見されている。
頭蓋骨はワシミミズクの2倍の大きさがあったとされ、鋭い脚力で35 kg以上の体重の獲物を蹴り殺した可能性もあるという。また獲物にジャンプして襲い掛かるときに着地の衝撃を和らげるパラシュートの要領で翼を広げていたほか、樹上で休息していた可能性もある。洞窟内の堆積物の中から化石が発見されているので、洞窟内で休息していた可能性もある。
1万年前ごろに人類がキューバに移住したことを境に姿を消した。狩りつくされてしまったか、獲物となるメガテリウム科やノロジカの消失が原因と考えられるが詳細は不明。

人間との大きさ比較